# Fortuna Foothills
Fortuna Foothills ist ein Census-designated place im Yuma County im US-Bundesstaat Arizona. Der Ort befindet sich an der Interstate 8. Das U.S. Census Bureau hat bei der Volkszählung 2020 eine Einwohnerzahl von 27.776 ermittelt.

## Einwohnerentwicklung
| Jahr | Einwohner |
| ---- | --------- |
| 1990 | 7.737     |
| 2000 | 20.235    |
| 2010 | 26.265    |
| 2020 | 27.776    |